# Quackwatch
Quackwatch ist ein US-amerikanischer non-profit-Online-Anbieter von Informationen und Stellungnahmen zu Theorie- und Praxisansätzen einschließlich Diagnose- und Therapieverfahren sowie Arzneimitteln, welche ganz überwiegend der Alternativmedizin zugerechnet werden. Der Name Quackwatch leitet sich vom englischen quack ab, der mit den Begriffen „Quacksalber“ oder „Kurpfuscher“ übersetzt werden kann. Die Betreiber verstehen Quackwatch als internationales Netzwerk von Menschen, „die wegen gesundheitsbezogenem Betrug, Mythen, Moden, Irrtümern und Fehlverhalten besorgt sind“.
Die Organisation hieß zunächst Lehigh Valley Committee Against Health Fraud und wurde in Pennsylvania gegründet.

## Hintergrund
Quackwatch wird von der Quackwatch Inc. betrieben. Der Initiator ist Stephen Barrett aus Pittsboro, ein pensionierter amerikanischer Psychiater, der nach Selbstauskunft von mehr als 150 ausschließlich ehrenamtlichen Autoren aus verschiedenen Gesundheitsberufen unterstützt wird. Barret gehört auch zu den Gründern der kalifornischen Initiative National Council Against Health Fraud. Seine Quackwatch-Initiative wurde im Jahr 1969 zunächst als Lehigh Valley Committee Against Health Fraud in Allentown (Pennsylvania) gegründet und 1997 in Quackwatch umbenannt, aufgrund des Erfolges der seit 1996 betriebenen Webseite Quackwatch.org.

## Ziele
Ziele sind:
- mit Informationen Betrügereien im Gesundheitsbereich „bekämpfen“
- Behauptungen über medizinische Wirksamkeit von umstrittenen Heilmitteln recherchieren
- illegale Vertriebswege medizinischer Produkte in den USA offenlegen oder zur Anzeige bringen
- von Betrug betroffenen Patienten Hilfe anbieten

## Inhalte
Die Webseiten beinhalten journalistische Texte und Stellungnahmen zu verschiedenen umstrittenen Heilmitteln oder medizinischen diagnostischen und therapeutischen Verfahren sowie zu den jeweiligen Propagatoren und Herstellern. Viele der Texte sind von Barrett selbst.
Quackwatch arbeitet mit weiteren amerikanischen Onlinediensten zusammen, wie Homeowatch (gegen Homöopathie), Credential Watch (gegen Titelmühlen) und Chirobase (gegen Chiropraxis).

## Rezeption
Quackwatch wird als nützliche und vertrauenswürdige Informationsquelle für Verbraucher bewertet, z. B. vom Landwirtschaftsministerium der Vereinigten Staaten, vom American Journal of Pharmaceutical Education, von The Lancet, JAMA und weiteren Fachzeitschriften. Auch die allgemeine Presse, insbesondere US-amerikanische Journalisten, zitieren Quackwatch.com häufig als Referenz.
Kritiker bemängelten zu wenig wissenschaftliche Einzelheiten in den Quackwatch-Texten, die Fokussierung auf einen einzelnen Hauptautor und das Fehlen eines formellen Peer-Reviews.